# Liste der Werke von Hedwig Courths-Mahler

## Werkliste
Bei den nachfolgend aufgelisteten Werken von Hedwig Courths-Mahler handelt es sich, wenn nicht anders vermerkt, um Romane.
| Titel | Erscheinungsjahr | Verlag                                   | Bastei-Ausgabe: Seriennummer | Anmerkungen |
| --- | ---------------- | ---------------------------------------- | ---------------------------- | --- |
| Wo die Heide blüht                                                                                                  | 1884             |                                          |                              | Erzählung |
| Licht und Schatten                                                                                                  | 1904             | Chemnitzer Tageblatt                     | 73                           | als Fortsetzungsroman veröffentlicht; auch 1921                                                                                 |
| Die Scheinehe | 1905             | Hillger, Berlin, Eisenach, Leipzig       |                              | |
| Untreue | 1907             |                                          | 29                           | auch: „Es war keine Untreue“; eingeschränkte Vorschau in der Google-Buchsuche                                                   |
| Welcher unter euch?                                                                                                 | 1907             | Weber, Heilbronn                         | 33                           | eingeschränkte Vorschau in der Google-Buchsuche                                                                                 |
| Wer wirft den ersten Stein?                                                                                         | 1908             | Die Welt am Montag                       | 11                           | |
| Im Waldhof | 1909             | Hillger, Berlin, Leipzig                 | 39                           | Erzählung; eingeschränkte Vorschau in der Google-Buchsuche                                                                      |
| Auf falschem Boden                                                                                                  | 1910             |                                          | 12                           | Auflagenhöhe bis 1942: 121.995                                                                                                  |
| Der Sohn des Tagelöhners. Erzählung aus dem Leben von Relham                                                        | 1910             |                                          | 66                           | auch: „Ich werde deine Frau“ |
| Der Wildfang | 1910             |                                          |                              | |
| Es irrt der Mensch                                                                                                  | 1910             |                                          | 19                           | Auflagenhöhe bis 1942: 115.687                                                                                                  |
| Das Gänsemädchen von Dohrna                                                                                         | 1911             |                                          | 57                           | auch: „Liselottes Heirat“; Auflagenhöhe bis 1942: 128.623                                                                       |
| Stille Liebe | 1911?            |                                          | 106                          | |
| König Ludwig und sein Schützling. Erinnerungsblätter zur 25. Wiederkehr des Todestages König Ludwigs II. von Bayern | 1911             |                                          | 119                          | auch: „König Ludwigs Schützling“                                                                                                |
| Die wilde Ursula | 1912             |                                          | 49                           | Auflagenhöhe bis 1942: 116.762                                                                                                  |
| Ich lasse dich nicht!                                                                                               | 1912             |                                          | 153                          | Auflagenhöhe bis 1942: 172.762                                                                                                  |
| Aus erster Ehe | 1913             |                                          | 70                           | |
| Das Halsband | 1913             | Meister, Werdau in Sachsen               | 148                          | Online-Ausgabe; eingeschränkte Vorschau in der Google-Buchsuche                                                                 |
| Der stille See | 1913             |                                          | 41                           | |
| Des anderen Ehre | 1913             |                                          | 10                           | |
| Ein Schritt vom Wege                                                                                                | 1913             | Enßlin & Laiblin, Reutlingen             | 89                           | eingeschränkte Vorschau in der Google-Buchsuche                                                                                 |
| Gib mich frei | 1913             | Enßlin & Laiblin, Reutlingen             | 7                            | eingeschränkte Vorschau in der Google-Buchsuche                                                                                 |
| Was Gott zusammenfügt…                                                                                              | 1913             | Enßlin & Laiblin, Reutlingen             | 5                            | |
| Die Bettelprinzeß                                                                                                   | 1914             | Deutsches Druck- und Verlagshaus, Berlin | 162                          | Unter Projekt Gutenberg verfügbar https://www.projekt-gutenberg.org/courthsm/bettelpr/bettelpr.html                             |
| Hexengold | 1914             | Rothbarth, Leipzig, Bern                 | 2                            | |
| Käthes Ehe | 1914             |                                          | 84                           | eingeschränkte Vorschau in der Google-Buchsuche                                                                                 |
| Es ging hinauf | 1914             | Rothbarth, Leipzig                       | 112                          | auch: „Unser Weg ging hinauf“; eingeschränkte Vorschau in der Google-Buchsuche                                                  |
| Deines Bruders Weib                                                                                                 | 1914             | Rothbarth, Leipzig                       | 151                          | Auflagenhöhe bis 1942: 107.995; eingeschränkte Vorschau in der Google-Buchsuche                                                 |
| Die Kriegsbraut | 1915             |                                          | 160                          | 1916 unter dem Titel „Die Rose von Lossow“                                                                                      |
| Die schöne Miss Lilian                                                                                              | 1915             |                                          | 142                          | auch: „Die schöne Lilian“; Auflagenhöhe bis 1942: 104.525                                                                       |
| Die Testamentsklausel                                                                                               | 1915             |                                          | 42                           | Unter Projekt Gutenberg verfügbar https://www.projekt-gutenberg.org/courthsm/testamen/testamen.html                             |
| Ich will | 1915             | Rothbarth, Leipzig                       | 47                           | 1951 unter dem Titel „Das Glück steht am Wege“; Auflagenhöhe bis 1942: 972.988; eingeschränkte Vorschau in der Google-Buchsuche |
| Mamsell Sonnenschein. Erzählung für junge Mädchen                                                                   | 1915             |                                          | 130                          | auch: „Fräulein Sonnenschein“                                                                                                   |
| Sanna Rutlands Ehe                                                                                                  | 1915             |                                          | 17                           | |
| Durch Liebe erlöst                                                                                                  | 1915             | Meister, Werdau in Sachsen               | 175                          | fortgesetzt in Nr. 176 |
| Im Glück vereint | 1915?            |                                          | 176                          | Fortsetzung von Nr. 175 |
| Arme kleine Anni | 1916             |                                          | 166                          | Auflagenhöhe bis 1942: 139.510                                                                                                  |
| Der tolle Haßberg                                                                                                   | 1916             |                                          | 79                           | Auflagenhöhe bis 1942: 101.881                                                                                                  |
| Die Aßmanns | 1916             |                                          | 59                           | Unter Projekt Gutenberg verfügbar https://www.projekt-gutenberg.org/courthsm/assmanns/assmanns.html                             |
| Die drei Schwestern Randolf                                                                                         | 1916             |                                          | 108                          | auch: „Die schönen Schwestern Randolf“; Auflagenhöhe bis 1942: 122.451                                                          |
| Ein deutsches Mädchen und andere Erzählungen                                                                        | 1916             | Rothbarth, Leipzig                       |                              | Auflagenhöhe bis 1942: 468.638                                                                                                  |
| Frau Bettina und ihre Söhne                                                                                         | 1916             |                                          | 134                          | |
| Griseldis | 1916             |                                          | 172                          | Auflagenhöhe bis 1942: 134.183                                                                                                  |
| Lena Warnstetten | 1916             |                                          | 149                          | |
| Meine Käthe und andere Erzählungen                                                                                  | 1916             |                                          |                              | Auflagenhöhe bis 1942: 581.974                                                                                                  |
| Prinzeß Lolo | 1916             |                                          | 6                            | Auflagenhöhe bis 1942: 120.984                                                                                                  |
| Seine Frau | 1916             |                                          | 8                            | Auflagenhöhe bis 1942: 125.751                                                                                                  |
| Vergib, Lori. Eine Erzählung für junge Mädchen                                                                      | 1916             |                                          | 62                           | Auflagenhöhe bis 1942: 127.252                                                                                                  |
| Das Amulett der Rani                                                                                                | 1918             |                                          | 132                          | Auflagenhöhe bis 1942: 168.698                                                                                                  |
| Die schöne Unbekannte                                                                                               | 1918             | Rothbarth                                | 139                          | Auflagenhöhe bis 1942: 1.110.760; eingeschränkte Vorschau in der Google-Buchsuche                                               |
| Eine ungeliebte Frau                                                                                                | 1918             | Rothbarth, Leipzig                       | 152                          | Auflagenhöhe bis 1942: 1.039.474; eingeschränkte Vorschau in der Google-Buchsuche                                               |
| Amtmanns Käthe | 1919             |                                          | 31                           | |
| Armes Schwälbchen. Eine Erzählung für junge Mädchen                                                                 | 1919             |                                          |                              | |
| Das Drama von Glossow                                                                                               | 1919             |                                          | 183                          | |
| Der Scheingemahl | 1919             | Rothbarth, Leipzig                       | 144                          | Auflagenhöhe bis 1942: 766.596; eingeschränkte Vorschau in der Google-Buchsuche                                                 |
| Diana, die junge Herrin von Dorneck                                                                                 | 1919             |                                          | 43                           | Auflagenhöhe bis 1942: 109.601                                                                                                  |
| Die Adoptivtochter                                                                                                  | 1919             | Rothbarth, Leipzig                       | 46                           | Auflagenhöhe bis 1942: 324.185; eingeschränkte Vorschau in der Google-Buchsuche                                                 |
| Friede Sörrensen | 1919             |                                          | 74                           | |
| Hans Ritter und seine Frau                                                                                          | 1919             |                                          | 37                           | |
| Liane Reinold | 1919             |                                          | 105                          | Auflagenhöhe bis 1942: 127.037                                                                                                  |
| Sein Kind | 1919             | Rothbarth, Leipzig                       | 52                           | Auflagenhöhe bis 1942: 486.640; eingeschränkte Vorschau in der Google-Buchsuche                                                 |
| Annedores Vormund                                                                                                   | 1919             |                                          |                              | Auflagenhöhe bis 1942: 122.475                                                                                                  |
| Dein ist mein Herz                                                                                                  | 1920             |                                          | 155                          | |
| Die Geschwister | 1920             |                                          |                              | |
| Bezwungene Liebe | 1920?            |                                          | 61                           | |
| Die Herrin von Retzbach                                                                                             | 1920             |                                          | 159                          | |
| Die Kraft der Liebe                                                                                                 | 1920             | Rothbarth, Leipzig                       |                              | Auflagenhöhe bis 1942: 288.744                                                                                                  |
| Die Stellvertreterin                                                                                                | 1920, November   | Rothbarth, Leipzig, Bern                 |                              | Novelle; Auflagenhöhe bis 1942: 241.340                                                                                         |
| Im Buchengrund | 1920             |                                          | 34                           | |
| O du mein Glück | 1920             |                                          |                              | Auflagenhöhe bis 1942: 197.235                                                                                                  |
| Ohne dich kein Glück                                                                                                | 1920             |                                          | 18                           | |
| Rote Rosen | 1920             |                                          | 145                          | Auflagenhöhe bis 1942: 158.325                                                                                                  |
| Verschmäht | 1920             | Rothbarth, Leipzig, Bern                 | 50                           | Auflagenhöhe bis 1942: 373.174; eingeschränkte Vorschau in der Google-Buchsuche                                                 |
| Was tat ich dir? | 1920             |                                          | 20                           | |
| Zur linken Hand getraut                                                                                             | 1920             | Rothbarth, Leipzig                       | 1                            | |
| Zwei Frauen | 1920             |                                          |                              | |
| Seine zweite Frau                                                                                                   | 1920?            |                                          | 124                          | |
| Arbeit adelt | 1921             |                                          |                              | |
| Die Tochter der Wäscherin                                                                                           | 1921?            |                                          | 76                           | |
| Der Müßiggänger. Da zog ein Wanderbursch vorbei                                                                     | 1921             |                                          |                              | |
| Mut zum Glück | 1921             | Rothbarth, Leipzig, Bern                 | 77                           | Auflagenhöhe bis 1942: 286.766; eingeschränkte Vorschau in der Google-Buchsuche                                                 |
| Die Menschen nennen es Liebe                                                                                        | 1921             |                                          | 14                           | |
| Die Stiftssekretärin                                                                                                | 1921             | Rothbarth, Leipzig                       | 3                            | Auflagenhöhe bis 1942: 134.169                                                                                                  |
| Glückshunger | 1921             |                                          | 63                           | |
| Ich darf dich nicht lieben                                                                                          | 1921             |                                          | 99                           | |
| Opfer der Liebe | 1921             |                                          | 38                           | |
| Sommerfrische und andere Erzählungen                                                                                | 1921             |                                          |                              | |
| Das stolze Schweigen                                                                                                | 1922             |                                          | 156                          | |
| Die Pelzkönigin | 1922             |                                          | 126                          | |
| Die schöne Kalifornierin                                                                                            | 1922             |                                          | 113                          | |
| Eine fromme Lüge | 1922             |                                          | 64                           | Auflagenhöhe bis 1942: 245.704; eingeschränkte Vorschau in der Google-Buchsuche                                                 |
| O du Jungfer Königin                                                                                                | 1922             |                                          | 44                           | auch: „Du meine Königin“ |
| Von welcher Art bist du?                                                                                            | 1922             |                                          | 13                           | |
| Wem nie durch Liebe Leid geschah                                                                                    | 1922             |                                          | 110                          | |
| Dora Linds Geheimnis                                                                                                | 1923             |                                          | 137                          | |
| Durch Leid zum Glück                                                                                                | 1923             |                                          |                              | |
| Ich lieb in dir die ganze Welt                                                                                      | 1923?            |                                          | 100                          | |
| O Menschenherz, was ist dein Glück?                                                                                 | 1923             |                                          | 16                           | Auflagenhöhe bis 1942: 132.526                                                                                                  |
| Betrogene Liebe | 1924             | Rothbarth, Leipzig                       |                              | |
| Heiligtum des Herzens                                                                                               | 1924             |                                          | 107                          | |
| Das ist der Liebe Zaubermacht                                                                                       | 1924             |                                          | 164                          | 1964 unter dem Titel „Der Liebe Zaubermacht“                                                                                    |
| Der Australier | 1924             |                                          | 127                          | |
| Der verhängnisvolle Brief                                                                                           | 1924             |                                          | 15                           | |
| Die schöne Melusine                                                                                                 | 1924             | Rothbarth, Leipzig                       | 121                          | eingeschränkte Vorschau in der Google-Buchsuche                                                                                 |
| Die Sonne von Lahori                                                                                                | 1924             |                                          | 177                          | |
| Es gibt ein Glück                                                                                                   | 1924             |                                          | 133                          | Online-Ausgabe; eingeschränkte Vorschau in der Google-Buchsuche                                                                 |
| Fräulein Domina | 1924             |                                          | 118                          | |
| Vergangenheit | 1924             |                                          | 28                           | |
| Versöhnt | 1924             |                                          |                              | |
| Verstehen heißt verzeihen                                                                                           | 1924             |                                          |                              | Erzählung |
| Wenn zwei sich lieben                                                                                               | 1924             | Rothbarth, Leipzig                       | 58                           | Auflagenhöhe bis 1942: 146.266; eingeschränkte Vorschau in der Google-Buchsuche                                                 |
| Brittas Weg ins Glück                                                                                               | 1925             |                                          | 86                           | auch: „Britta Riedbergs Fahrt ins Glück“                                                                                        |
| Feenhände | 1925             |                                          | 30                           | |
| Herz, nicht verzag! Und andere Novellen                                                                             | 1925             |                                          |                              | |
| Mein liebes Mädel                                                                                                   | 1925             |                                          | 26                           | eingeschränkte Vorschau in der Google-Buchsuche                                                                                 |
| Nur dich allein | 1925             | Rothbarth, Leipzig                       | 4                            | |
| Wenn Wünsche töten könnten                                                                                          | 1925             |                                          | 141                          | |
| Willst du dein Herz mir schenken?                                                                                   | 1925             |                                          |                              | |
| Wo du hingehst | 1925             |                                          | 65                           | |
| Das Geheimnis einer Namenlosen. Roman aus der Vorkriegszeit                                                         | 1926             |                                          | 78                           | |
| Das verschwundene Dokument                                                                                          | 1926             |                                          | 22                           | |
| Die Verbannten | 1926             |                                          | 67                           | |
| Frau Majas Glück | 1926             | Rothbarth, Leipzig, Bern                 | 68                           | Auflagenhöhe bis 1942: 295.218                                                                                                  |
| Hannelores Ideal | 1926, November   |                                          |                              | |
| Ich liebe dich, wer du auch bist                                                                                    | 1926             |                                          |                              | Erzählung |
| Ihr Retter in der Not                                                                                               | 1926, November   |                                          |                              | |
| Im fremden Lande | 1926             |                                          | 109                          | |
| Seine indische Ehe                                                                                                  | 1926             |                                          | 60                           | |
| Verschwiegene Liebe – Verschwiegenes Leid und andere Erzählungen                                                    | 1926             |                                          |                              | |
| Die Perlenschnur | 1927             |                                          | 103                          | |
| Die verschleierte Frau                                                                                              | 1927             |                                          | 56                           | |
| Fräulein Chef | 1927             |                                          | 120                          | |
| Nun ist alles anders geworden                                                                                       | 1927             |                                          | 140                          | |
| Sein Mündel | 1927             |                                          |                              | |
| Sie hatten einander so lieb                                                                                         | 1927             |                                          | 24                           | |
| Schwester Marlens Geheimnis                                                                                         | 1927             | Rothbarth, Leipzig                       | 125                          | auch: „Marlens Geheimnis“ |
| Aschenbrödel und Dollarprinz                                                                                        | 1928             |                                          | 36                           | |
| Der verlorene Ring                                                                                                  | 1928             |                                          | 35                           | |
| Die Erbin | 1928             |                                          | 88                           | |
| Die heimlich Vermählten                                                                                             | 1928             |                                          | 27                           | |
| Die Inselprinzessin                                                                                                 | 1928             |                                          | 168                          | |
| Frau Juttas Befreiung                                                                                               | 1928             |                                          | 92                           | |
| Ich hab so viel um dich geweint                                                                                     | 1928             |                                          | 9                            | |
| Du bist meine Heimat                                                                                                | 1929             |                                          | 150                          | |
| Harald Landry der Filmstar                                                                                          | 1929             |                                          |                              | |
| Magdalas Opfer | 1929             | Rothbarth, Leipzig, Bern                 | 96                           | eingeschränkte Vorschau in der Google-Buchsuche                                                                                 |
| Nach dunklen Schatten das Glück                                                                                     | 1929             |                                          | 165                          | |
| Verkaufte Seelen | 1929             |                                          | 81                           | |
| Allen Gewalten zum Trotz sich erhalten                                                                              | 1930             |                                          | 87                           | |
| Der Abschiedsbrief                                                                                                  | 1930             |                                          | 69                           | Unter Projekt Gutenberg verfügbar https://www.projekt-gutenberg.org/courthsm/abbrief/abbrief.html                               |
| Die Tochter der zweiten Frau                                                                                        | 1930             |                                          | 146                          | |
| Die verstoßene Tochter                                                                                              | 1930             |                                          | 154                          | |
| Liebe ist der Liebe Preis                                                                                           | 1930             |                                          |                              | |
| Schweig still, mein Herz                                                                                            | 1930             |                                          | 48                           | |
| Trotz allem lieb ich dich                                                                                           | 1930             |                                          | 187                          | |
| Um Diamanten und Perlen                                                                                             | 1930             |                                          | 135                          | |
| Ihr Reisemarschall                                                                                                  | 1930             | Rothbarth, Leipzig                       | 167                          | |
| Des Schicksals Wellen                                                                                               | 1931             |                                          | 184                          | |
| Die Flucht vor der Ehe                                                                                              | 1931             |                                          | 75                           | |
| Die Liebe höret nimmer auf                                                                                          | 1931             |                                          | 45                           | |
| Die ungleichen Schwestern                                                                                           | 1931             |                                          | 54                           | |
| Du meine Welt | 1931             |                                          | 93                           | |
| Mit dir bis in den Tod                                                                                              | 1931             |                                          | 115                          | |
| Unschuldig schuldig                                                                                                 | 1931             | Rothbarth, Leipzig                       | 169                          | eingeschränkte Vorschau in der Google-Buchsuche                                                                                 |
| Auf der Jungfernburg                                                                                                | 1932             |                                          | 53                           | |
| Da sah er eine blonde Frau                                                                                          | 1932             |                                          | 158                          | |
| Das Erbe der Rodenberg                                                                                              | 1932             |                                          | 178                          | fortgesetzt in Nr. 179 |
| Ich muss dich lieben immerdar                                                                                       | 1932?            |                                          | 179                          | Fortsetzung von Nr. 178 |
| Des Herzens süße Not                                                                                                | 1932             |                                          | 98                           | |
| Die Herrin von Armada                                                                                               | 1932             | Rothbarth, Leipzig                       | 180                          | eingeschränkte Vorschau in der Google-Buchsuche                                                                                 |
| Erika und der Einbrecher                                                                                            | 1932             | Rothbarth, Leipzig                       | 55                           | auch: „Erika“, „Sei tapfer, Erika“; eingeschränkte Vorschau in der Google-Buchsuche                                             |
| Judys Schwur | 1932             | Ensslin & Laiblin, Reutlingen            | 111                          | eingeschränkte Vorschau in der Google-Buchsuche                                                                                 |
| Wie ist mein armes Herz so schwer                                                                                   | 1932             |                                          | 71                           | |
| Wo ist Eva? | 1932             | Ensslin & Laiblin, Reutlingen            | 128                          | eingeschränkte Vorschau in der Google-Buchsuche                                                                                 |
| Helen Jungs Liebe                                                                                                   | 1932             | Ensslin & Laiblin, Reutlingen            | 40                           | |
| Das Findelkind von Paradiso                                                                                         | 1933             |                                          | 173                          | fortgesetzt in Nr. 174 |
| Der Liebe und des Schicksals Walten                                                                                 | 1933?            |                                          | 174                          | Fortsetzung von Nr. 173 |
| Rätsel um Valerie                                                                                                   | 1933             | Ensslin & Laiblin, Reutlingen            | 82                           | eingeschränkte Vorschau in der Google-Buchsuche                                                                                 |
| Gerlinde ist unschuldig                                                                                             | 1933             |                                          | 114                          | |
| Heide Rodenaus Kampf ums Glück                                                                                      | 1933             |                                          | 123                          | |
| Ich glaube an dich                                                                                                  | 1933             |                                          | 117                          | |
| Ich liebe einen anderen                                                                                             | 1933             |                                          | 51                           | |
| Ihr Geheimnis | 1933             |                                          | 185                          | fortgesetzt in Nr. 186 |
| Von schwerer Last befreit                                                                                           | 1933?            |                                          | 186                          | Fortsetzung von Nr. 185 |
| Was ist mit Rosmarie?                                                                                               | 1933             | Ensslin & Laiblin                        | 94                           | |
| Was ist denn Liebe, sag?                                                                                            | 1933             | Ensslin & Laiblin                        | 32                           | |
| Heimchen, wie lieb ich dich                                                                                         | 1934             |                                          | 90                           | 1951 unter dem Titel „Wie lieb ich dich“                                                                                        |
| Ich heirate Bertie                                                                                                  | 1934             |                                          | 72                           | |
| Ich kann's dir nimmer sagen                                                                                         | 1934             |                                          | 163                          | |
| Ich weiß, was du mir bist                                                                                           | 1934             |                                          | 170                          | fortgesetzt in Nr. 171 |
| Nun bist du endlich mein                                                                                            | 1934?            |                                          | 171                          | Fortsetzung von Nr. 170 |
| Nur wer die Sehnsucht kennt                                                                                         | 1934             |                                          | 157                          | |
| Seine große Liebe                                                                                                   | 1934             |                                          | 21                           | |
| Siddys Hochzeitsreise                                                                                               | 1934             |                                          | 129                          | |
| Dorrit in Gefahr | 1935             |                                          | 188                          | fortgesetzt in Nr. 189 |
| Frauen in Not! | 1935             |                                          |                              | |
| Die Schwestern Herfort                                                                                              | 1935?            |                                          | 131                          | |
| Dorrit und ihre Schwester                                                                                           | 1935             |                                          | 189                          | Fortsetzung von Nr. 188, fortgesetzt in Nr. 190                                                                                 |
| An deinem Herzen für immer geborgen                                                                                 | 1935?            |                                          | 190                          | Fortsetzung von Nr. 189 |
| Heidelerche | 1935             |                                          | 181                          | fortgesetzt in Nr. 182 |
| Du hast mein Herz bezwungen                                                                                         | 1935?            |                                          | 182                          | Fortsetzung von Nr. 181 |
| Ich hab dich lieb!                                                                                                  | 1935             |                                          | 95                           | auch: „Ich hab dich so lieb“ |
| Was tut man nicht für Dorothy?                                                                                      | 1935             |                                          | 25                           | |
| Was wird aus Lori?                                                                                                  | 1935             |                                          | 80                           | |
| Will's tief im Herzen tragen                                                                                        | 1935             |                                          | 104                          | |
| Die entflohene Braut                                                                                                | 1936             |                                          | 161                          | |
| Du darfst nicht von mir gehen                                                                                       | 1936             |                                          | 102                          | |
| Lissa geht ins Glück                                                                                                | 1936             |                                          | 97                           | |
| Sag, wo weiltest du so lange?                                                                                       | 1936             |                                          | 191                          | fortgesetzt in Nr. 192 |
| Süße kleine Gutsherrin                                                                                              | 1936?            |                                          | 192                          | Fortsetzung von Nr. 191 |
| Weit ist der Weg zum Glück                                                                                          | 1936             |                                          | 143                          | |
| Zwischen Stolz und Liebe                                                                                            | 1936             |                                          | 83                           | |
| Daniela, ich suche dich                                                                                             | 1936             |                                          | 116                          | |
| Eine andere wirst du küssen                                                                                         | 1937             |                                          | 85                           | |
| Gefahr für Mona | 1937             |                                          | 138                          | eingeschränkte Vorschau in der Google-Buchsuche                                                                                 |
| Lady Gwendolins Ebenbild                                                                                            | 1937             |                                          | 101                          | |
| Jolandes Heirat | 1938             |                                          | 136                          | |
| Unser Tag wird kommen                                                                                               | 1938             |                                          | 23                           | |
| Wir sind allzumal Sünder                                                                                            | 1938             |                                          | 147                          | |
| Nur aus Liebe, Marlies                                                                                              | 1939             | Rothbarth, Leipzig                       | 122                          | eingeschränkte Vorschau in der Google-Buchsuche                                                                                 |
| Flucht in den Frieden                                                                                               | 1948             | Eden, Nürnberg                           | 91                           | eingeschränkte Vorschau in der Google-Buchsuche                                                                                 |